# ابوت (تگزاس)
ابوت (به انگلیسی: Abbott) شهری در ایالت تگزاس از ایالات جنوبی ایالات متحده آمریکا است. در سرشماری سال ۲۰۰۰، جمعیت این شهر ۳۰۰ نفر اعلام شد.